# Circuito Femenil Mérida 2 2013
Il Circuito Femenil Mérida 2 2013 è stato un torneo di tennis facente parte della categoria ITF Women's Circuit nell'ambito dell'ITF Women's Circuit 2013. Il torneo si è giocato a Mérida in Messico dal 9 al 15 dicembre 2013 su campi in cemento e aveva un montepremi di $25,000.

## Vincitrici

### Singolare
Rebecca Peterson ha battuto in finale  Adriana Pérez con il punteggio di 6–4, 6–0

### Doppio
Vanesa Furlanetto /  Florencia Molinero hanno battuto in finale  Laura-Ioana Andrei /  Marina Mel'nikova con il punteggio di 2–6, 7–6(10–8), [10–7]